# 蘇鴻傑
蘇鴻傑（1943年—2020年12月4日），為臺灣生物學家、植物學家、森林學研究者，於國立臺灣大學取得博士學位，後任職於國立臺灣大學森林環境暨資源學系，退休後為該系之名譽教授。其指導學生眾多，多為臺灣植物分類及森林生態領域之著名學者，包含黃獻文、蘇中原、李明仁、楊勝任、王立志、徐自恆、陳子英、林旭宏、王相華、陳雲倩、陳銘賢、林俊錄、柳重勝、劉靜榆、曾彥學、鹿兒陽、張至善、張哲彰、胡元瑋、黃群修、鍾年鈞、呂文賓、葉慶龍、高瑞卿、陳俊雄、方韻如、周富三、鍾佳君、李靜峯、陳逸忠、陳建文、吳志昇、胡嘉穎、陳智真、陳益明、吳俊奇、劉景國、俞秋豐、陳俊銘。主要研究蘭科之植物及臺灣植物地理學，包含著名的地理氣候區和山地植群帶理論，並與劉棠瑞合著森林植物生態學一書，1998年獲臺灣植物學會的終身貢獻獎。